# Rozniszew
Rozniszew [pronunciación en polaco: /rɔzˈniʂɛf/] es un pueblo ubicado en el distrito administrativo de Gmina Magnuszew, dentro del Condado de Kozienice, Voivodato de Mazovia, en el este de Polonia central. Se encuentra aproximadamente a 9 kilómetros al noroeste de Magnuszew, a 31 kilómetros al noroeste de Kozienice, y a 51 kilómetros al sureste de Varsovia.
El pueblo tiene una población de 250 habitantes.